# Fronalpstock (Glaris)
Pour les articles homonymes, voir Fronalpstock.
Le Fronalpstock, qui culmine à 2 124 mètres, est un sommet des Alpes suisses dans le canton de Glaris.

## Tourisme
À l'ouest du sommet se trouve un restaurant refuge.